# Милушин, Тимофей Тимофеевич
Тимофей Тимофеевич Милушин (23 июня 1922, Новоданиловка, Запорожская область — 31 декабря 1988, Запорожье) — передовик советского машиностроения, токарь Запорожского автомобильного завода «Коммунар» Министерства автомобильной промышленности СССР. Герой Социалистического Труда (1966).

## Биография
Родился 23 июня 1922 года в селе Новоданиловка (ныне Акимовского района Запорожской области) в семье украинских рабочих. Завершив обучение в седьмом классе сельской школы, в 1940 году трудоустроился на моторостроительный завод токарем. 
В декабре 1941 года мобилизован в ряды Красной армии. Участник Великой Отечественной войны. С декабря 1941 по август 1942 года токарь авиаремонтных мастерских. Воевал на Южном фронте. Участвовал в битве за Сталинград. С  мая 1943 года по май 1945 год служил в составе Авиации дальнего действия. Награждён медалью За боевые заслуги.   
После демобилизации, вернулся в город Запорожье. С 1949 года и до выхода на пенсию работал токарем на автомобильном заводе. Постоянно совершенствовался, участвовал в создании новых конструкция и оборудования.  
Указом Президиума Верховного Совета СССР от 22 августа 1966 года за достижение высоких показателей в производстве новых машин Тимофею Тимофеевичу Милушину присвоено звание Героя Социалистического Труда с вручением ордена Ленина и медали «Серп и Молот».  
Проживал в городе Запорожье. Умер 31 декабря 1988 года. Похоронен на Первомайском кладбище города.  

## Награды
- Медаль «Серп и Молот» (22.08.1966);
- орден Ленина (22.08.1966);
- Орден Отечественной войны 2-й степени (11.03.1985);
- Медаль «За боевые заслуги» (01.10.1945);
- другие медали.